# Johann Frederic, Prinț de Schwarzburg-Rudolstadt
Johann Frederic, Prinț de Schwarzburg-Rudolstadt (8 ianuarie 1721 – 10 iulie 1767) a fost Prinț suveran de Schwarzburg-Rudolstadt din 1744  până la moartea sa.

## Biografie
Johann Frederic von Schwarzburg-Rudolstadt a fost singurul fiu din trei copii ai Prințului Frederic Anton de Schwarzburg-Rudolstadt și ai primei lui soții, Prințesa Sophia Wilhelmina de Saxa-Coburg-Saalfeld.
Johann Frederic a învățat foarte bine limba franceză. Între 1738 și 1742, el a făcut un Mare Tur. A participat la lecturi de teologie la Universitatea din Strasbourg și la lecturi de matematiză și fizică la Universitatea din Utrecht. În timpul Marelui Tur a intrat în contact cu ideile Iluminismului. Mai târziu el a încercat să împace aceste idei cu credința.

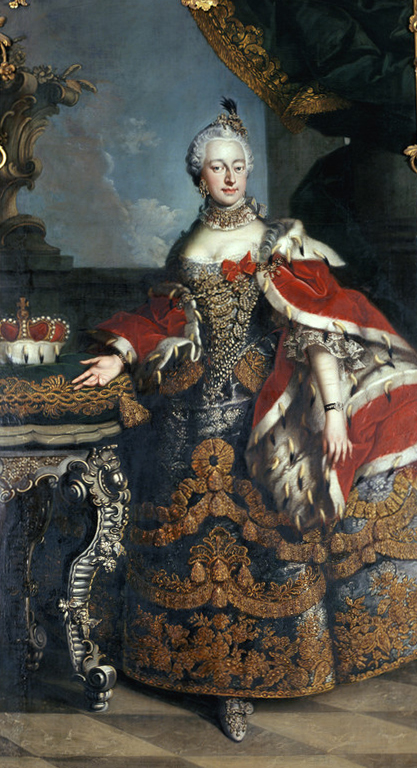
Bernardine de Saxa-Weimar-Eisenach, soția Prințului Johann Frederic

În 1742, Johann Frederic și-a reprezentat tatăl la încoronarea împăratului Carol al VII-lea. Ceremonia s-a ținut la Catedrala din Frankfurt, a durat câteva ore și l-a impresionat puternic pe tânărul Johann Frederic.
În 1744, la vârsta de 23 de ani, el a moștenit principatul de Schwarzburg-Rudolstadt. A continuat construcția de la Heidecksburg, proiectul început de tatăl său. Tatăl a construit exteriorul castelului, fiul s-a ocupat de decorațiunile interioare. A comandat tavane cu fresce și ornamente pentru uși. În 1750, sala de bal a fost finalizată de Gottfried Heinrich Krohne. Este considerat un prim exemplu de design interior rococo din Germania.
Colecția princiară de partituri s-a pierdut în incendiul din 1735. Johann Frederic a început o nouă colecție care s-o înlocuiască. Georg Gebel a compus cel puțin năuă librete de operă și în jur de o sută de simfonii, partite și concerte. În 1746, Johann Frederic l-a recompensat cu titlul de Concertmeister iar în 1750 cu cel de Kapellmeister.
În 1746 el a fondat un seminar teologic și a sprijinit înființarea unei biblioteci publice extinse. El a adăugat biblioteca sa privată la colecția existentă și din 1751 el a permis publicului larg să-l acceseze o dată pe săptămână. A extins considerabil colecția "Biblioteca princiară publică Rudolstadt", fondată în 1748,  prin cumpărarea de literatură științifică și a numeroase cărți valoroase, incunabule și manuscrise orientale. Colecția este împărțită în prezent între Historischen Bibliothek der Stadt Rudolstadt și Heidecksburg Schlossbibliothek.
La 20 ianuarie 1764, gimnaziul local a sărbătorit centenarul. Cu această ocazie, Johann Frederic a denumit oficial clădirea Gymnasium Friedericianum și a adăugat poziții dedicate matematicii și fizicii.
Johann Frederic a murit la 10 iulie 1767. Cum nu a avut moștenitori pe linie masculină, a fost succedat de unchiul său, Ludwig Günther al II-lea. În 1763, fiul cel mare al lui Ludwig Günther al II-lea, s-a căsătorit cu fiica cea mare a lui Johann Frederic, Frederike.

## Căsătorie și copii
Johann Frederic s-a căsătorit la 19 noiembrie 1744, la Eisenach, cu Prințesa Bernardina Christina Sophia de Saxa-Weimar-Eisenach (1724–1757). Ei au avut următorii copii:
- Prințesa Frederike de Schwarzburg-Rudolstadt (1745–1778); s-a căsătorit în 1763 cu Frederic Karl, Prinț de Schwarzburg-Rudolstadt (1736-1793)
- Fiică (1746-1746)
- Fiu (1747-1747)
- Prințesa Sophie Ernestine de Schwarzburg-Rudolstadt (1749–1754)
- Prințesa Wilhelmina de Schwarzburg-Rudolstadt (1751–1780); s-a căsătorit în 1766 cu Ludwig, Prinț de Nassau-Saarbrücken (1745-1794).
- Prințesa Henrietta Charlotte de Schwarzburg-Rudolstadt (1752–1756)